# Claude Lehmann
Pour les articles homonymes, voir Lehmann.
 (avril 2015).
Si vous disposez d'ouvrages ou d'articles de référence ou si vous connaissez des sites web de qualité traitant du thème abordé ici, merci de compléter l'article en donnant les références utiles à sa vérifiabilité et en les liant à la section « Notes et références ».
Claude Lehmann, né le 9 janvier 1908 dans le 11e arrondissement de Paris et mort le 20 septembre 1977 d'un cancer généralisé à Marseille, est un acteur français.

## Biographie
Claude Lehmann est né le 9 janvier 1908 à Paris XIe. Il a été pensionnaire à la Comédie Française du 5 juillet 1931 au 1er janvier 1937. Le 23 décembre 1936, Claude Lehmann, vainement, a essayé de persuader le Comité de la Comédie Française de revenir sur la décision de son licenciement.
On peut comprendre les causes véritables de son licenciement, lorsqu’un courrier de la Direction de la Comédie Française daté du 28 octobre 1941, est adressé aux Commissariat relatif aux questions Juives expliquant les raisons du départ de Claude Lehmann.
Claude Lehmann a joué dans de nombreux films dont on peut voir la liste ci-dessous.
Claude Lehmann est entré à la Ville de Marseille le 12 décembre 1951 jusqu’en septembre 1977. Il est devenu titulaire le 1er janvier 1953 en tant que Professeur d’Art Dramatique au prestigieux Conservatoire d’Art Dramatique de Marseille dont la direction était assumée par le célèbre pianiste Monsieur Pierre Barbizet décédé à Marseille le 19 janvier 1990.
Devenu l’une des personnalités les plus populaires et respectées de Marseille, Claude Lehmann était adoré de ses élèves et surnommé « Maître Lehmann ».
Photographie de groupe de 1971 faisant apparaître Monsieur Claude Lehmann au milieu de ses élèves en 1971.

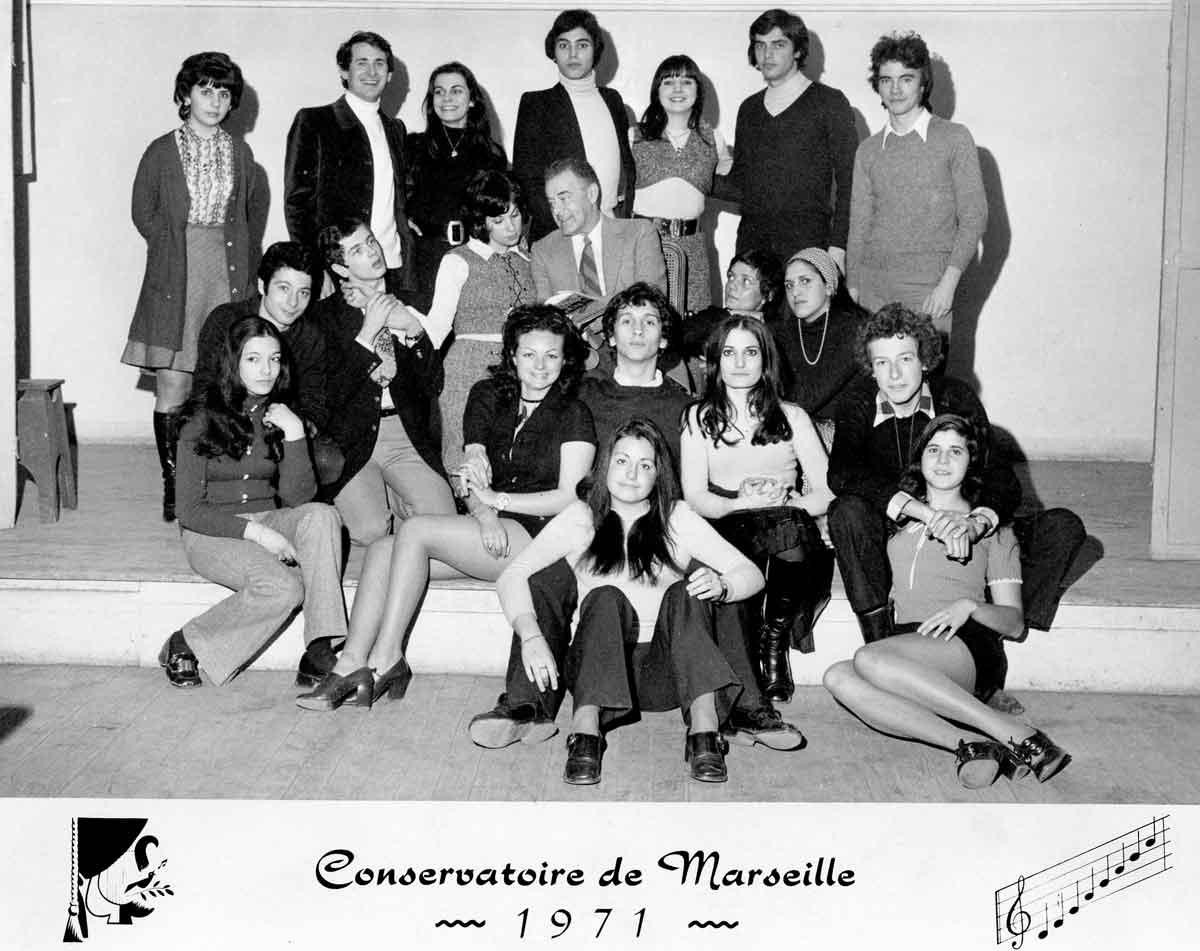
Photo de groupe de classe 1971 faisant apparaître Claude Lehmann.

Le 20 septembre 1977, Claude Lehmann meurt d’une leucémie à l’Hôpital Militaire Lavéran à Marseille, laissant pour veuve, Régine Andrée née Hostache, décédée le 13 juillet 2015 à Marseille.

## Filmographie partielle
- 1932 : Une heure de Leo Mittler - court métrage -
- 1932 : La Vitrine de Leo Mittler - court métrage -
- 1933 : L'Ordonnance de Victor Tourjansky : Georges
- 1933 : Noce et banquets de Roger Capellani - court métrage -
- 1933 : Les aventures du Roi Pausole d’Alexis Granowsky
- 1933 : Amour et publicité de Leo Mittler - court métrage -
- 1934 : Le Coup de parapluie de Victor de Fast et Pierre-Jean Ducis - court métrage -
- 1935 : Les yeux noirs de Victor Tourjansky : un jeune officier
- 1936 : La Marraine de Charley de Pierre Colombier : Charley
- 1938 : Café de Paris d'Yves Mirande : Le pianiste
- 1938 : Remontons les Champs-Élysées de Sacha Guitry : Un seigneur
- 1939 : L'Inconnue de Monte-Carlo d’André Berthomieu : André Duclos
- 1940 : Cavalcade d'amour de Raymond Bernard : Un comédien
- 1946 : Un ami viendra ce soir de Raymond Bernard : Le docteur Pigaut
- 1951 : Le Cap de l'Espérance de Raymond Bernard